# Нейс, Александр Генрих
Александр Генрих Нейс (эст. Alexander Heinrich Neuss; 1795—1876) — эстонский фольклорист, этнограф, историк, переводчик, публицист и педагог.

## Биография
Александр Hейс родился 16 (27) декабря 1795 года в городе Ревеле и был балтийским немцем, единственным сыном лютеранина Якова Перидона Нейса, учителя рисования и художника родом из Саксонии.
Получив высшее образование на богословском факультете Дерптского университета, он до 1835 года занимался педагогической деятельностью в Эстляндии и в уездных училищах в Балтийском порте и Гапсале. Осенью 1835 года Нейс заболел и вскоре вынужден был оставить службу. 
Он поселился в Ревеле, где, участвовал в основании Эстляндского литературного общества и участвовал в трудах Ученого Эстонского Общества в Дерпте и Финского литературного общества в Гельсингфорсе в качестве члена-корреспондента. 
Как педагог, А. Г. Нейс сумел пробудить в своих учениках любовь к науке и к родной истории. Его учеником был, в частности, академик эстолог Фердинанд Видеман. Занимаясь переводами стихотворений и поэм, Нейс особенно преуспевал в передаче на немецкий язык народных песен эстонцев. Его главное и лучшее сочинение посвящено мифической поэзии и мифологии эстов и сравнительному изучению эсто-финских рун и заклинаний. Формы заклинаний и чародейства изучены были в связи со старо-скандинавской народной поэзией. 
Шведскому фольклору посвящены его наблюдения над бытом островитян («Inselschweden in der Nuckoe»). Образцы эстонской поэзии обнародованы были им в 1839—1841 гг. в журнале «Inland». Переводы его отличаются близостью к оригиналу и верностью филологического понимания народно-эстских текстов. Благодаря последовавшей за Hейсом деятельности фольклористов и филологов — Крейцвальда, Фельмана, Веске и особенно доктора Якова Гурта, — эстонское народное песнетворчество было в большей полноте и совершенстве записано и изучено. 
Александр Генрих Нейс сумел указать верно путь к уразумению эстонского языка и фольклора благодаря сравнению с финскими соответствиями. Не малое значение имеют его монографические этюды по ономатологии и мифографии балтийского прибережья. До конца дней своих Нейс остался верным своей сознательной любви к родине и, несмотря на телесные недуги, не оставлял любимого им дела научного изучения своей родины в ее прошлом и современном и был примерным народолюбцем. Нейс умер в глубокой старости 10 (22) февраля 1876 года на 81 году жизни, завещав свои сбережения двум эстонским научным обществам в Ревеле и Дерпте.

## Научные труды Нейса
- Zur deutschen Sprachlehre (1824). — Talitus, — перевод (1826).
- Inländischer Dichtergarten (1828), Nachbildung von acht estn. Volksliedern: Oldenop’s St.-Peterb. (1823).
- Revals sämmtlich Namen nebst vielen anderen wissenschaftlich erklärt (1849);
- 1850—1852. Ehstnische Volkslieder. Urtitl und Übersetzung. Изд. Эстонского Литературного Общ. в Ревеле. (1850—1852, 8° XX+477).

В 1854 H. вместе с Фρ. Крейцвальдом издал: Mythische und Magische Lieder der Esten. St.-Petersburg. VIII+131, с предисловием А. Шифнера. 
В органе Финляндских общественных наук в Гельсингфорсе обнародовал: Ett bidrag till jemförande sprakforsking; о числительных западнофинских наречий напечатана им статья в Протоколах Ученого эстонского общества, т. III «Über die einfachen Zahlwörster». 
В журнале «Dorpater Jahrbücher» (І—IIІ и V) Hейс поместил ряд рецензий по эстонскому фольклору, истории балтийской немецкой литературы и археологии края. 
В журнале «Inland» вышли его статьи по мифологии эстов: Frau des Roegutają 1846 (1246—1248); die alteste Wind und. Frostgottheiten (№ 17—32); по древней этнологии: Veneten u. Velten (у Птоломея) 1856 (№ 40); Isten u. Jdumingen in Scopes Vîdsidh (№ 50 и 49) die Baninge (№ 6 за 1857 год); die Careothen des Ptolemaios und ihre Nachbaren (1857, № 36—38); der Volksstamm der Inaunxen bei Jemandes (1858, № 11—12). Кроме того, поместил переводы из эпических поем: Hiawatha und Kalewipoeg (1858, № 25—26). Das Mädchen von Marienburg (—№ 51). Там же вышли очерк истории города Гапсаля (1852, № 26—27). 
В 1831 и 1833 гг. Нейс издал в Лейпциге перевод стихотворения Аттербома: Die Insel des Glückseligkeit. Sagenspiel in 5 Abenteeurn. 8°. 294+ +408. Тяжеловесные стихи эти были быстро забыты, но осталась в памяти многих музыкальная передача песен Аттербома в композициях графини Штольберг.